# 白芷素
白芷素（Angelicin）是呋喃香豆素的一种，分子式C
11H
6O
3，存在于欧白芷根部提取物精油中。由德国药学家布克纳于1842年发现。
。

## 性质
难溶于水。低温时难溶于乙醇，加热溶解度增加。溶于醚、氯仿、苯、二硫化碳以及松节油。加热至100°C时熔化且发生炭化。与其他呋喃香豆素化合物一样，白芷素具有光毒性，皮肤接触后经光照，尤其是紫外线照射后引发炎症，甚至可能致癌。国际癌症研究机构将其归类为3类（不能确定是否对人体致癌）。